# 今井彰宏
今井 彰宏 (いまい あきひろ、1970年1月14日 - ）は、日本のバドミントン選手、監督、指導者。

## 来歴
福井県勝山市出身。中学時代からバドミントンを始め、福井県立勝山高等学校卒業後は大阪経済大学に進学する。大学ではバドミントン部を関西学生リーグの2部から1部へ昇格させる。西日本学生選手権ダブルスで優勝。
大学卒業後は、実業団の選手としてNTTやトナミ運輸で続けるが、あまり伸びなかったところ、九州日本電気（NEC九州、現・ルネサス セミコンダクタ パッケージ&テスト ソリューションズ）の宮本幸弘監督から「うちを日本一のチームにしてくれないか」と声が掛かり、現役を引退する。2008年北京オリンピックにてチームの末綱聡子・前田美順組が世界ランキング1位の中国チームを破り、日本人としては初の第4位の快挙を成し遂げる。勤務先の企業再編に伴いルネサスのコーチとなり、2012年ロンドンオリンピック女子ダブルスで銀メダルを獲得した、藤井瑞樹や垣岩令佳を育て上げる。
2014年にルネサスバドミントン部が再春館製薬所に移管され、監督を継続するが、2017年1月に解任される。その後はアメリカンベイプ岐阜にて監督業を続ける。経営難によりアメリカンベイプ岐阜は解散。岐阜県バドミントン協会の会長を務める株式会社丸杉の代表取締役社長・杉山忠国の助けにより、16人の選手および、スタッフ全員が、新チーム「丸杉Bluvic」（ブルビック）に移籍。

## 選手時代の実績
- 西日本学生選手権ダブルス優勝。
- NTT関西時代 - 全日本選手権3位、混合ダブルス優勝。全日本メンバー入り。
- トナミ運輸 - 2年連続全国2位。

## 選手指導歴
- 「スエマエペア」
  - 末綱聡子  (ロンドン五輪女子　銅メダル)
  - 前田美順  (ロンドン五輪女子　銅メダル)
- 「フジガキペア」
  - 藤井瑞希  (ロンドン五輪女子　銀メダル）
  - 垣岩令佳  (ロンドン五輪女子　銀メダル）
- 「フクヒロペア」
  - 福島由紀  (スコットランドオープン国際大会優勝／ニュージーランドオープン優勝／バドミントンスーパーシリーズマレーシア・オープン女子ダブルス制覇)
  - 廣田彩花 （スコットランドオープン国際大会優勝／ニュージーランドオープン優勝／バドミントンスーパーシリーズマレーシア・オープン女子ダブルス制覇)
- 山口茜  (BWF世界ランキング最高位は1位。シングルスの日本選手が世界1位になるのは男女を通じて初めて。)